# 1. Klasse Rheinhessen 1940/41
Die 1. Klasse Rheinhessen 1940/41 war die achte und letzte Spielzeit der nun 1. Klasse genannten Fußball-Bezirksklasse Rheinhessen im Sportgau Südwest. Sie diente als eine von mehreren zweitklassigen Bezirksklassen als Unterbau der Gauliga Südwest. Die Bezirksmeister dieser Spielklassen qualifizierten sich für eine Aufstiegsrunde, in der zwei Aufsteiger zur Gauliga Südwest ausgespielt wurden.
Erneut fand der Spielbetrieb in zwei Gruppen statt, das Teilnehmerfeld reduzierte sich auf jeweils sieben Mannschaften. Die Saison begann am 9. September 1940, der letzte Spieltag war am 8. Dezember 1940 angesetzt, durch Nachholspiele endete die Spielzeit jedoch erst am 29. Dezember 1940. In der Gruppe Rheingau setzte sich der Titelverteidiger TSG 1886 Kastel nur auf Grund der besseren Tordifferenz vor dem FV Biebrich 02 durch. Die Gruppe Rheinhessen gewann der Reichsbahn-TSV Mainz 05 mit drei Punkten vor Gauligaabsteiger SC Opel Rüsselsheim. Damit qualifizierten sich  beide Vereine für die Aufstiegsrunde zur Gauliga 1941/42. Beide Vereine scheiterten jedoch in ihren Gruppen und verblieben somit ein weiteres Jahr in der Zweitklassigkeit.
Der Sportgau Südwest wurde nach der Spielzeit aufgelöst und aufgeteilt. Die Vereine im Rheingau und Rheinhessen spielten fortan im Sportgau Hessen-Nassau in der 1. Klasse Mainz-Wiesbaden.

## Gruppe Rheingau
| Pl. | Verein                     | Sp. | S | U | N | Tore    | Diff. | Punkte |
| --- | -------------------------- | --- | - | - | - | ------- | ----- | ------ |
| 1.  | TSG 1886 Kastel (M)        | 12  | 8 | 2 | 2 | 048:250 | +23   | 18:60  |
| 2.  | FV Biebrich 02             | 12  | 9 | 0 | 3 | 037:170 | +20   | 18:60  |
| 3.  | Reichsbahn-SV Wiesbaden    | 12  | 5 | 2 | 5 | 031:320 | −1    | 12:12  |
| 4.  | SV Kostheim 1912           | 12  | 6 | 0 | 6 | 032:370 | −5    | 12:12  |
| 5.  | FV Schierstein             | 12  | 4 | 1 | 7 | 037:390 | −2    | 09:15  |
| 6.  | SV 09 Flörsheim            | 12  | 4 | 0 | 8 | 021:380 | −17   | 08:16  |
| 7.  | SpVgg Nassau Wiesbaden (N) | 12  | 3 | 1 | 8 | 015:330 | −18   | 07:17  |

| (M) | Titelverteidiger              |
| (N) | Aufsteiger aus den 2. Klassen |

## Gruppe Rheinhessen

### Kreuztabelle
Die Kreuztabelle stellt die Ergebnisse aller überlieferten Spiele dieser Saison dar. Die Heimmannschaft ist in der linken Spalte, die Gastmannschaft in der oberen Zeile aufgelistet.
| 1940/41                 | Reichsbahn-SV Mainz 05 | SC Opel Rüsselsheim | SpVgg Weisenau | Hassia Bingen | RAU  | Mainzer TV 1817 | TRE |
| ----------------------- | ---------------------- | ------------------- | -------------- | ------------- | ---- | --------------- | --- |
| Reichsbahn-TSV Mainz 05 |                        | 3:3                 | 4:3            | 9:0           | 5:1  | 6:1             | 8:2 |
| SC Opel Rüsselsheim     | 3:0                    |                     | 6:1            | 2:0           | 2:3  | 3:1             |     |
| SpVgg Weisenau          | 2:2                    | 2:2                 |                | 5:3           | 5:1  | 5:3             |     |
| Hassia Bingen           | 2:3                    | 0:0                 | 0:3            |               | +0:0 | 8:2             |     |
| TSV Raunheim            | 1:7                    | 0:3                 | 4:3            | 5:4           |      | 3:3             |     |
| Mainzer TV 1817         | 1:5                    | 3:2                 | 0:3            | 2:5           | 12:2 |                 |     |
| SV Trebur               |                        |                     |                |               |      |                 |     |

### Abschlusstabelle
| Pl. | Verein                  | Sp. | S | U | N | Tore    | Diff. | Punkte |
| --- | ----------------------- | --- | - | - | - | ------- | ----- | ------ |
| 1.  | Reichsbahn-TSV Mainz 05 | 10  | 7 | 2 | 1 | 044:170 | +27   | 16:40  |
| 2.  | SC Opel Rüsselsheim (A) | 10  | 5 | 3 | 2 | 026:130 | +13   | 13:70  |
| 3.  | SpVgg Weisenau          | 10  | 5 | 2 | 3 | 032:250 | +7    | 12:80  |
| 4.  | Hassia Bingen (M)       | 10  | 3 | 1 | 6 | 022:310 | −9    | 07:13  |
| 5.  | TSV Raunheim (N)        | 10  | 3 | 1 | 6 | 020:440 | −24   | 07:13  |
| 6.  | Mainzer TV 1817         | 10  | 2 | 1 | 7 | 028:420 | −14   | 05:15  |
| 7.  | SV Trebur a             | 0   | 0 | 0 | 0 | 000:000 | ±0    | 0:0    |

| (M) | Titelverteidiger              |
| (A) | Absteiger aus der Gauliga     |
| (N) | Aufsteiger aus den 2. Klassen |